# Баддя прохідницька

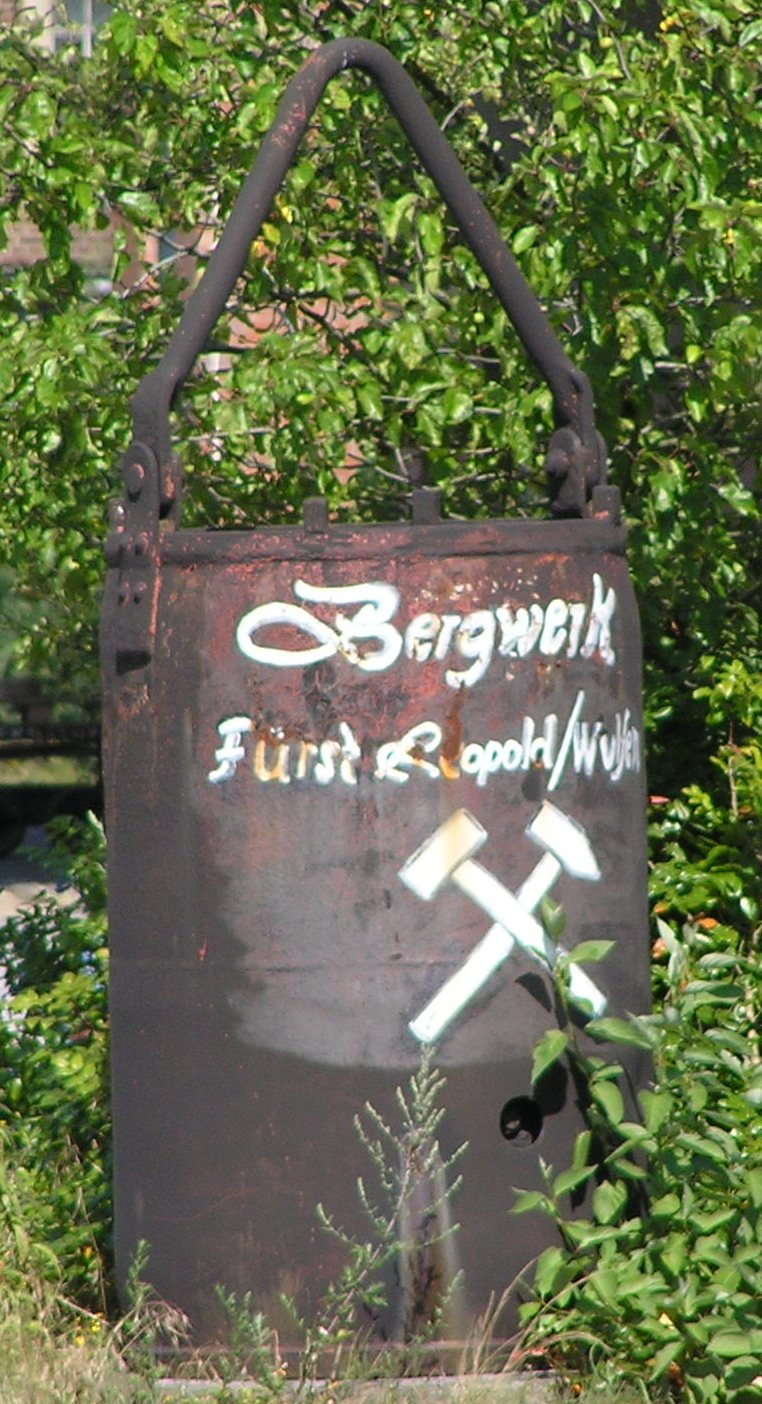
Баддя прохідницька

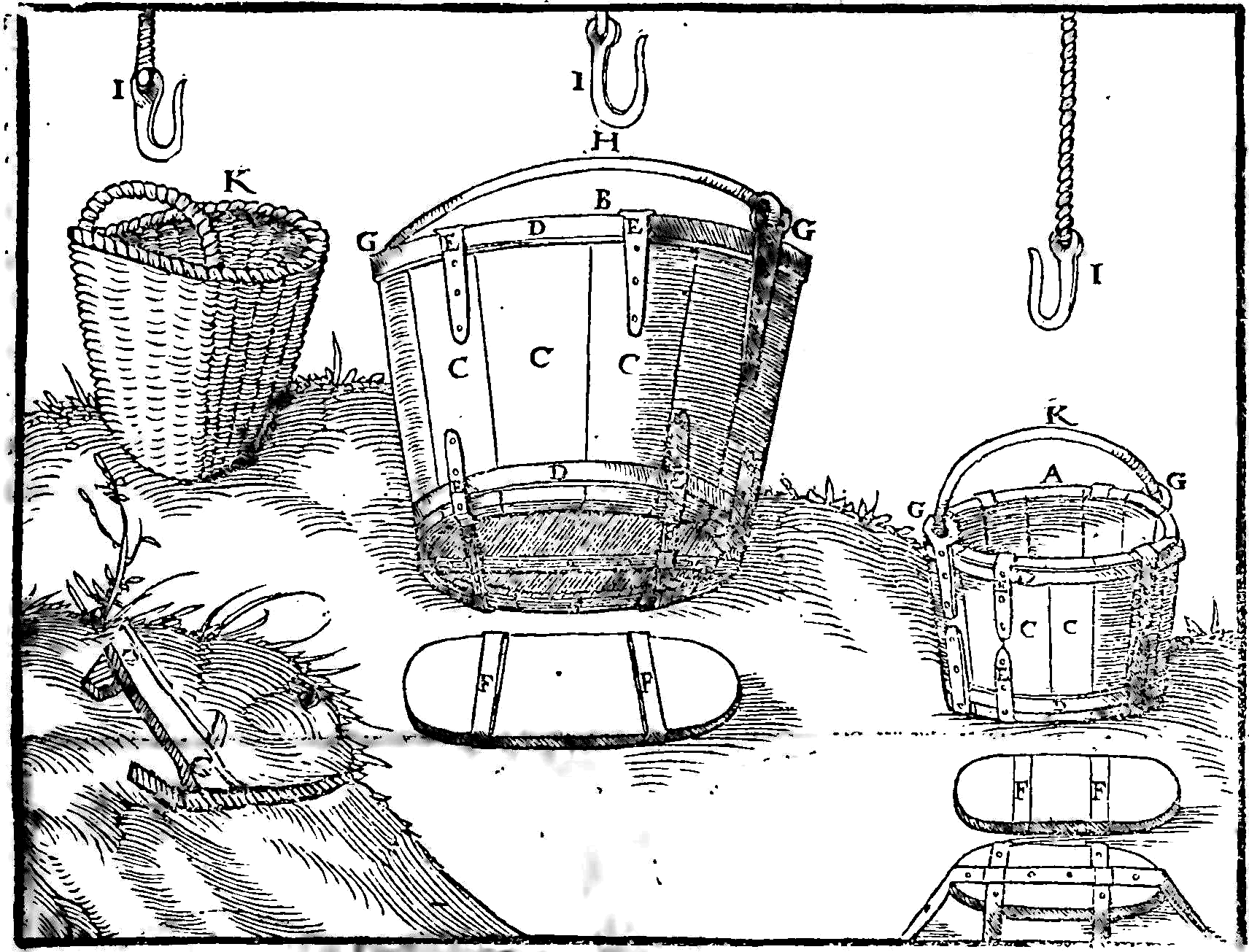
Баддя прохідницька. Кошик для гірничої породи. Ілюстрація з «De Re Metallica» («Про гірництво та металургію», 1556 р.).

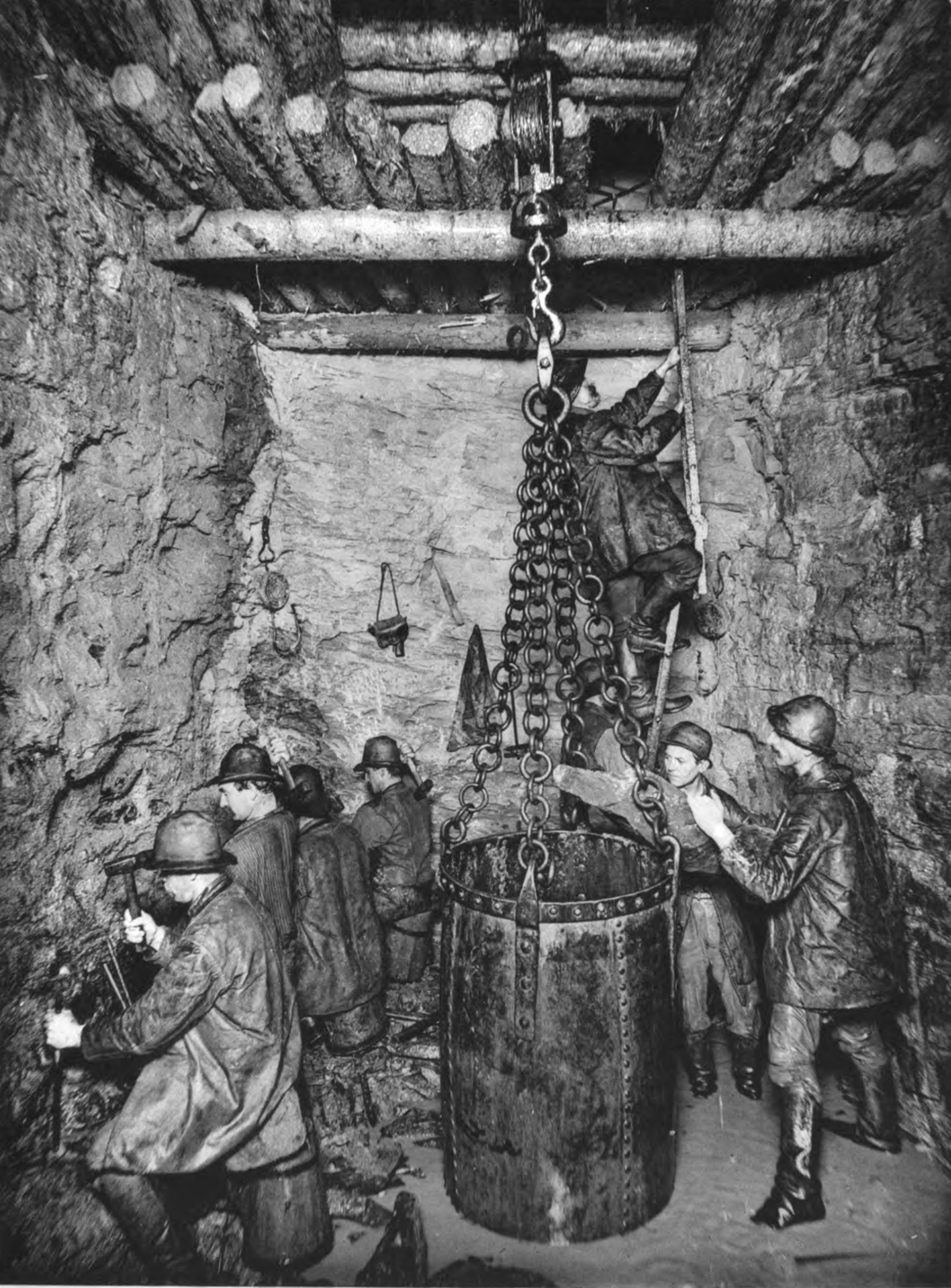
Баддя прохідницька (1894)

Баддя́ прохі́дницька, цебро прохідницьке (рос. бадья проходческая, англ. sinking bucket, driving bucket, нім. Abteufkübel) — складова баддяного підйому, призначена для підіймання породи, матеріалів, обладнання, а також людей при будівництві вертикальних виробок; складається з корпусу циліндричної форми і дуги шарнірно поєднаної з корпусом.

## Типи
Розрізняють два типи бадді прохідницької — самоперекидний (об'єм — 1; 1,5; 2; 2,5; 3; 4; 5; 5,6; 6,5 м3) та несамоперекидний (об'єм 0,75; 1м3). Застосування першого скорочує тривалість циклу підіймання та виключає ручну працю.

## Застосування
Баддя прохідницька застосовується з давніх-давен. Так її застосування докладно описано Георгіусом Агріколою в його відомому творі «De Re Metallica» («Про гірництво та металургію», 1556 р.). Зазвичай дві малі бадді могли завантажити породою одну тачку, в якій перевозили близько 70 кг руди (прийнята питома вага — 3 т/м³). Тобто ручним коловоротом у малій бадді підіймали близько 35 кг, за допомогою кінного рушія у великій бадді — близько 210 кг.
У нові часи застосовувалася при будівництві шахт-копанок, глибоких колодязів тощо.